# Ptilodactyla robusta
Ptilodactyla robusta là một loài bọ cánh cứng trong họ Ptilodactylidae. Loài này được Pic mô tả khoa học năm 1917.